# Stavkulla och del av Grönadal
Stavkulla och del av Grönadal var en av SCB avgränsad och namnsatt småort i Nättraby socken i Karlskrona kommun i Blekinge län, omfattande bebyggelse i Skavkulla och delar av Grönadal. Notera att namnet Stavkulla är felstavat. Bebyggelsen kom från 2005 att ingå i tätorten Skavkulla och Skillingenäs samt småorten Grönadal och därefter existerar ingen bebyggelseenhet med detta namn.